# Smilla's Sense of Snow
Smilla's Sense of Snow is een thriller uit 1997 onder regie van Bille August. Het scenario  is gebaseerd op de gelijknamige roman uit 1992 van de Deense schrijver Peter Høeg.

## Verhaal
Als een Inuitjongetje valt van het dak van Smilla's appartementencomplex, wordt het door de politie afgedaan als een ongeval, maar ijs- en sneeuwdeskundige Smilla denkt daar echter anders over als ze voetstappen in de sneeuw op het dak ziet van haar flatgebouw.

## Rolverdeling
| Acteur           | Personage              |
| ---------------- | ---------------------- |
| Julia Ormond     | Smilla Jaspersen       |
| Gabriel Byrne    | The Mechanic           |
| Richard Harris   | Dr. Andreas Tork       |
| Jim Broadbent    | Dr. Lagermann          |
| Tom Wilkinson    | Prof. Loyen            |
| Robert Loggia    | Moritz Jaspersen       |
| Vanessa Redgrave | Elsa Lübing            |
| Bob Peck         | Ravn                   |
| Mario Adorf      | kapitein Sigmund Lukas |

## Achtergrond

### Productie
De opnames van de film vonden plaats in onder meer Kopenhagen Denemarken, München (studio) Duitsland, Ilulissat Groenland en Kiruna (Norrbottens län) Zweden. De totale productiekosten van de film was 35 miljoen dollar.

### Filmmuziek
De muziek voor Smilla's Sense of Snow werd gecomponeerd door Harry Gregson-Williams en Hans Zimmer.

### Première
De film had zijn wereldpremière in Duitsland op 13 februari 1997. In Nederland kwam de film 18 september 1997 in de bioscoop en in België direct-naar-video.